# Ajith
Ajith é um filme indiano, em língua canaresa, de 2014, do gênero filme de estrada, dirigido por Mahesh Babu e estrelado por Chiranjeevi Sarja e Nikki Galrani. É uma regravação do filme Paiyaa. O filme foi lançado na província indiana de Karnataka em 9 de maio de 2014.

## Elenco
- Chiranjeevi Sarja
- Nikki Galrani
- Arpitha
- Rockline Sudhakar
- Shivamanju